# Trichoncus hirtus
Trichoncus hirtus Denis, 1965) è un ragno appartenente alla famiglia Linyphiidae.

## Distribuzione
La specie è un endemismo della Corsica

## Tassonomia
Al 2012 non sono note sottospecie e non sono stati esaminati nuovi esemplari dal 1965.